# シシリー・メアリー・バーカー
シシリー・メアリー・バーカー または シセリー・メアリ・バーカー (Cicely Mary Barker，1895年6月28日 - 1973年2月16日) は、イギリスの挿絵画家で児童文学者である。「花の妖精（フラワーフェアリー，flower fairies）」シリーズと呼ばれる、独自の妖精詩画集を発表した。彼女の花の妖精は、花びらで造られたような衣装をまとった少年や少女で、背中に蝶やとんぼの翅（はね）を付けているのが特徴である。

## 生涯
シシリー・メアリー・バーカーは、1895年6月28日、ロンドン南方、サリーのクロイドンで、ウォルター・バーカーとメアリ・エリノア・オスワルド（Mary Eleanor Oswald）のあいだの第二子として生まれた。
子供時代、シシリーはてんかんを患った。その症状は二十代になる頃にはなくなったが、シシリーは特別な配慮を家族内で受けた。両親は中産階級に属しており、病弱なシシリーに乳母を付けた。彼女は学校へは通わず、家庭教育で教養を身に付けた。屋外に出ることはなく、子供時代は読書と絵を描くことに関心があった。

### 才能の芽生え
シシリーの才能は早くから発揮され、自身、水彩画の心得があった父親ウォルターが彼女のよき師となり、指導者となった。1908年、わずか13歳のシシリーは、クロイドン芸術協会に作品を出展した。1911年には、四つの作品に買い手が付き、彼女の前途は洋々としたものとなった。
不幸なことに、父ウォルターは1912年に41歳で逝去し、シシリーはよき指導者をなくすと共に、バーカー一家は経済的な困窮に見舞われた。シシリーの姉ドロシーは、しかし実際的な性格で、教師の資格を持っており、ドロシーが一家の生計を引き受けた。シシリー自身も、詩作品や水彩画を雑誌社に売ることで、生計を補った。

### 花の妖精シリーズ
1917年と1918年に、シシリーは後に彼女を有名にする計画に着手した。彼女が愛してやまなかった、自然と子供たちの姿を美しい形で一つにまとめあげる計画――「花の妖精」の絵を描くことを始めた。シシリーは植物学的な正確さを求めて花々を観察し、また生き生きした子供たちの姿を活写するため、近所の子供をモデルにスケッチを描いた。
こうして、シシリーは『春の花の妖精（Flower Fairies of the Spring）』を作り上げたが、彼女の本を引き受けてくれる出版社が見つかったのは、1923年のことだった。ブラッキー社（Blackie）が、彼女の詩と妖精の挿絵、各々24作を引き受け、シシリーに25ポンドを支払った。「花の妖精」シリーズの第一作だった。
シシリーは内気な性格であったので、外の大人の世界とは隔絶して、家族に守られる生活を続けた。彼女の詩には、純粋さと無垢の要素が維持されたが、このような彼女の生活から来たものとも言えた。
1924年に、姉のドロシーは自身の児童学校を開き、シシリーと母親を連れて、同じクロイドンのなかであったが、引っ越しを行った。学校の庭にシシリーはスタジオを建て、姉の学校の生徒である子供たちをモデルに、更に多数の絵を描いた。
「花の妖精」詩画集シリーズは、片面に妖精の絵、その対する面にシシリー作の詩を載せた形で、『春』『夏』『秋』『道ばた』『庭』『樹』『アルファベット』と七巻がブラッキー社によって出版された。しかし、1985年に、ブラッキー社は、過去の作品から絵と詩を集めて、独自に新しい本を編纂し、これを『冬の花の妖精（Flower Fairies of the Winter）』として出版し、花の妖精シリーズは、現在では八巻が揃っている。

### 画家としての活動
シシリーは、「花の妖精」シリーズ以外にも、様々な挿絵を描き、詩画集や、彼女自身が創作した物語を出版した。白鳥と少女の友情を描いた『いぐさ川の王（The Lord of the Rushie River）』や『妖精の贈り物』などが知られる。
敬虔なキリスト教徒であったシシリーは、キリスト教関係の聖歌や詩の本の挿絵を描き、また教会のパネル画や、祭壇の装飾画などを描いた。ポストカードやグリーティング・カードの挿絵は、若い頃から最後まで描き続けた。作風は異なるが、同じ妖精画を描く画家の友人などもできた。
シシリーにとっては、しかし芸術家の友人たちよりも、家族の方が一層に親しみ深く、また重要であった。シシリーにとって悲しみであったのは、1954年に、姉のドロシーが心臓麻痺で世を去ったことだった。老いた母親と二人残されたシシリーは、家事を維持するのに精一杯で、創作活動は休止された。

### 晩年
1950年代は、シシリーにとって最悪のときとなり、親しい友人たちの死去を見送らねばならず、更に1960年には、母メアリが世を去った。彼女は長年住み馴染んだクロイドンを出て、サセックス州へと移った。
シシリーは高齢で、視力も損ない体力も衰えてはいたが、1961年から1972年に渡り、クロイドン芸術協会の副会長を務めた。そして1973年2月16日、シシリーは77歳で逝去した。

## シシリーの作風
シシリーの花の妖精は、植物の正確な描写と、生き生きした子供たちの像で画期的なものであった。彼女の絵は、幻想的というより、リアリズムでもあり、ラファエル前派の芸術の影響を受けたその作品は、何よりも「自然」な描写に充たされていた。
初期に描かれ、『春の花の妖精』に納められた美しい絵である「プリムローズの花の妖精」は、当時、バーカー家で家事の仕事をしていたグラディス・タイディという名の少女をモデルに描かれた。シシリーが造った妖精のコスチュームをまとったグラディスは、花を実際に手にして、ポーズを取った。
シシリーの描く花の妖精は、甘美な美しさと純粋な童心を喚起させるが、ときに奇妙にも見えるコスチュームをまとっていて、背中に蝶やとんぼの翅（はね）が付いていることを除くと、普通の子供や、少年や少女の絵であった。子供たちのポーズや表情は自然そのものであった。それは、花の植物学的な正確さと共に、実際の子供たちの姿に対する、シシリーのたゆみない観察とスケッチから来ていた。

## 作品
- 『春の花の妖精』 The Flower Fairies of the Spring　：Blackie　1923
- 『夏の花の妖精』 The Flower Fairies of the Summer　：Blackie　1925
- 『秋の花の妖精』 The Flower Fairies of the Autumn　：Blackie　1926
- 『道ばたの花の妖精』 The Flower Fairies of the Wayside　：Blackie　1948
- 『庭の花の妖精』 The Flower Fairies of the Garden　：Blackie　1944
- 『樹の花の妖精』 The Flower Fairies of the Trees　：Blackie　1940
- 『花の妖精のアルファベット』 A Flower Fairy Alphabet　：Blackie　1934
- 『冬の花の妖精』 The Flower Fairies of the Winter　：Blackie　1985
- 『聖歌画集本』 A Little Picture Hymn Book　：Blackie
- 『古いうたの本』 A Little Book of Old Rhymes　：Blackie
- 『子供のうたの本』 The Children's Book of Rhymes　：Blackie
- 『いぐさ川の王』 The Lord of the Rushie River　：Blackie　1938
- 『白鳥サイモン』 Simon the Swan：A Sequel to the Lord of the Rushie River　：Blackie

### 邦訳
偕成社 「フラワーフェアリー」シリーズ　　新倉俊一 訳　 1979年
- シシリー・メアリー・バーカー 『はるのうた』　 The Flower Fairies of the Spring
- シシリー・メアリー・バーカー 『なつのうた』　 The Flower Fairies of the Summer
- シシリー・メアリー・バーカー 『あきのうた』　 The Flower Fairies of the Autumn
- シシリー・メアリー・バーカー 『アルファベットの妖精』　 A Flower Fairy Alphabet
- シシリー・メアリー・バーカー 『木の妖精』　 The Flower Fairies of the Trees
- シシリー・メアリー・バーカー 『にわの妖精』　 The Flower Fairies of the Garden
- シシリー・メアリー・バーカー 『みちばたの妖精』　 The Flower Fairies of the Wayside

ほるぷ出版 「花の妖精」 シリーズ　　白石かずこ 訳　 1994年
- シシリー・メアリー・バーカー 『花の妖精たち　春』　 The Flower Fairies of the Spring
- シシリー・メアリー・バーカー 『花の妖精たち　夏』　 The Flower Fairies of the Summer
- シシリー・メアリー・バーカー 『花の妖精たち　秋』　 The Flower Fairies of the Autumn
- シシリー・メアリー・バーカー 『花の妖精たち　冬』　 The Flower Fairies of the Winter
- シシリー・メアリー・バーカー 『花の妖精たち　アルファベット』　 A Flower Fairy Alphabet
- シシリー・メアリー・バーカー 『花の妖精たち　木』　 The Flower Fairies of the Trees
- シシリー・メアリー・バーカー 『花の妖精たち　庭』　 The Flower Fairies of the Garden
- シシリー・メアリー・バーカー 『花の妖精たち　道ばた』　 The Flower Fairies of the Wayside

その他：徳間書店
- シシリー・メアリー・バーカー 『白鳥とくらした子』 八木田宜子 訳　2002年　 The Lord of the Rushie River

## エピソード
日本では、シシリー・バーカーの花の妖精は、チョコレートのおまけに付いていた、ミニチュア・カードの絵でよく知られている。